# Antoni Julian Nowowiejski
Blahoslavený Antoni Julian Nowowiejski (11. února 1858, Lubienia – 28. května 1941, Działdowo) byl polský římskokatolický duchovní, biskup v Płocku. Stal se obětí nacistického pronásledování katolické církve a katolickou církví je uctíván jako blahoslavený mučedník. Je vzpomínán ve skupině 108 polských mučedníků z doby druhé světové války 12. června.

## Život
Vystudoval střední školu v Płocku a tamtéž následně vstoupil do kněžského semináře. Posléze studoval na katolické Duchovní akademii v Petrohradě. Dne 10. července 1881 byl biskupem Alexanderem Gintowt-Dziewałtowskim vysvěcen na kněze. Byl profesorem a rektorem płockého semináře a později kanovníkem místní katedrální kapituly. Rovněž byl generálním vikářem płocké diecéze.
Dne 12. června 1908 byl jmenován płockým diecézním biskupem a 6. prosince téhož roku mu biskup Apollinaris Wnukowski udělil v Petrohradě biskupské svěcení. Slavnostní intronizace nového biskupa se konala v płocké katedrále 10. ledna 1909. V letech 1918-1919 byl historicky prvním generálním sekretářem polského episkopátu. V listopadu roku 1930 jej papež Pius XI. jmenoval arcibiskupem ad personam s titulární arcidiecézí Silyum. Provedl administrativní reformu płocké diecéze a velkou pozornost věnoval církevnímu školství (mimo jiné založil diecézní Malý seminář). Dvakrát svolal diecézní synodu a zaváděl aktivity Katolické akce. Napsal několik prací z oboru církevních dějin a liturgiky.
V roce 1940 byl zatčen Němci a internován ve Słupně u Płocku. Následně byl nějaký čas zadržován v suterénu płocké radnice. Odtud byl převezen do koncentračního tábora Soldau v Działdowě. Zde zemřel mučednickou smrtí. Stalo se tak zřejmě 28. května 1941. Místo kde byl pohřben není známo.

## Ocenění
Byl nositelem polského státního vyznamenání Krzyż Komandorski z Gwiazdą Orderu Odrodzenia Polski a doktorem honoris causa Varšavské univerzity.

## Beatifikace a posmrtné pocty
Beatifikován byl papežem sv. Janem Pavlem II. 13. června roku 1999 ve skupině 108 polských mučedníků z období druhé světové války. Z rozhodnutí biskupa Piotra Libery byl rok 2008 v płocké diecézi slaven jako Rok blahoslaveného arcibiskupa Antonína Juliana Nowowiejskiho. Jeho jméno nese Škola služeb a podnikání v Płocku.